# 마환

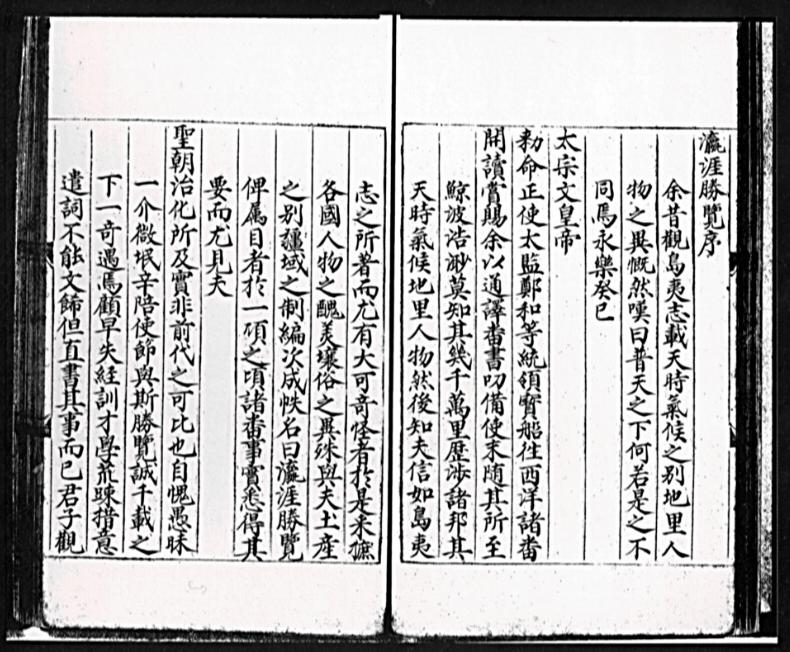
『영애승람(瀛涯勝覽)』

마환(馬歡, ?~?)은 자는 종도(宗道), 여흠(汝欽), 호는 회계산초(會稽山樵)이며, 절강성(浙江省) 회계(會稽, 오늘날 소흥紹興) 출신이다. 무슬림 출신으로 아랍어와 페르시아어에 능통했다. 명(明)의 통사(通事)이자 항해가였으며, 정화(鄭和)를 따라 세 차례 대항해 원정에 나섰다. 중국 정부는 마환을 기념하기 위하여, 남사군도(南沙群島, Spratley Islands)의 한 섬을 마환도(馬歡島)라고 명명하였다.

## 정화대원정 동반 기록
- 영락(永樂) 11년(1413) 제4차 원정 : 점성(占城, 참파), 조왜(爪哇, 자바), 구항(舊港, 스리비자야), 섬라(暹羅, 시암), 고리(古里, 캘리컷), 홀로모사(忽魯謨斯, 호르무즈) 등
- 영락(永樂) 19년(1421) 제6차 원정 : 만랄가(滿刺加, 믈라카), 아로(亞魯, 아루Aru), 소문답랄(蘇門答剌, 수마트라), 석란(錫蘭, 실론), 소갈란(小葛兰, 콜람Kollam), 가지(柯枝, 코치Kochi), 고리(古里, 캘리컷), 조법아(祖法兒, 주파르Zufar), 홀로모사(忽魯謨斯, 호르무즈) 등
- 선덕(宣德) 6년(1431) 제7차 원정 : 태감(太監) 홍보(洪保)가 마환 등 7명의 사신을 천방(天方, 메카Mecca) 순례 목적으로 파견하였다.

마환은 대원정에서 얻은 경험을 바탕으로 20개국의 국왕, 정치, 풍토, 지리, 인문, 경제 등을 기록하였고 경태(景泰) 2년 『영애승람(瀛涯勝覽)』으로 출간하였다.

## 같이 보기
- 비신 (명나라)
- 왕경홍
- 정화 (명나라)
- 정화의 원정

## 참고 문헌
- 明 马欢原著（万明校注） (2005). 《《瀛涯胜览》校注》 明钞本판. 海洋出版社. ISBN 7-5027-6378-3.
- 向达. 《《关于三宝太监下西洋的几种资料》（王天有、万明编《郑和研究百年论文集》）》. ISBN 7-301-07154-X.